# Bella og Hanna. M.L. Nathansons ældste døtre
Mendel Levin Nathansons ældste døtre, Bella og Hanna er et oliemaleri fra 1820 af den danske maler C.W. Eckersberg. Det er malet på lærred og måler 125 x 85,5 cm. Det tilhører Statens Museum for Kunst og er udstillet i museets afdeling for guldaldermalerier i København.

## Motiv
Eckersberg har malet Bella og Hanna i et højloftet rum med mahognimøbler: en stol, en sofa og et bord med et fuglebur. Farverne på deres kjoler står godt til farverne i rummet. Hanna sidder i profil i en grøn kjole med blikket mod buret med er en grøn papegøje. Hendes højre hånd er løftet og på vej mod fugleburet. Søsteren Bella er malet en face, stående med den ene hånd liggende løst på søsterens stol. Den anden holder et strikketøj. Hun ser alvorligt direkte på beskueren.
Gulvet er dækket af et rødligt og mønstret orientalsk knyttet gulvtæppe.
Bella var den ældste: hun blev født i 1801 og var 19 år, Hanna er født i 1803 og var 17.
år.

## Analyse
Kasper Monrad tolker maleriet symbolsk og emblematisk på grund af papegøjen. Den blev ofte opfattet som et symbol på god opdragelse, fordi den er dygtig til at efterligne stemmer, og det kunne passe på to unge kvinder fra borgerskabet. Fuglen, som sidder i buret, kan samtidig være et symbol på den livssituation, de to unge jomfruer er i: de er ugifte og lever en beskyttet tilværelse, mens de venter på - og måske længtes efter - at komme ud i livet.
Fra omkring år 1800 var gulvtæpper begyndt at forekomme i borgerlige hjem i Danmark.
Oliemaleriet er et af de tidlige eksempler på en afbildning af et gulvtæppe i et dansk hjem.
Der er et vist motivsammenfald med Martinus Rørbyes senere maleri Kirurgen Chr. Fenger med hustru og datter fra 1829.
Her er en familie også placeret stående og siddende i en gulvtæppebelagt stue med papegøje og fuglebur på et bord.

## Historie
Maleriet var et bestillingsværk fra handelsmanden Mendel Levin Nathanson, som var en af dem, som støttede Eckersberg økonomisk. Nathanson havde bestilt to store familieportrætter, hvoraf dette var det ene. Bestillingen medførte, at Eckersberg fik økonomi til at gifte sig.
Maleriet blev videregivet til Nathansons tyske søster Hélène Rée i Paris.
I 1914 blev det beslaglagt af den franske stat.
Maleriet kom til Statens Museum for Kunst i 1920 efter forhandling. Hélène Rée havde testamenteret maleriet til SMK og hun døde i 1917.